# Austria ai Giochi della XXXI Olimpiade

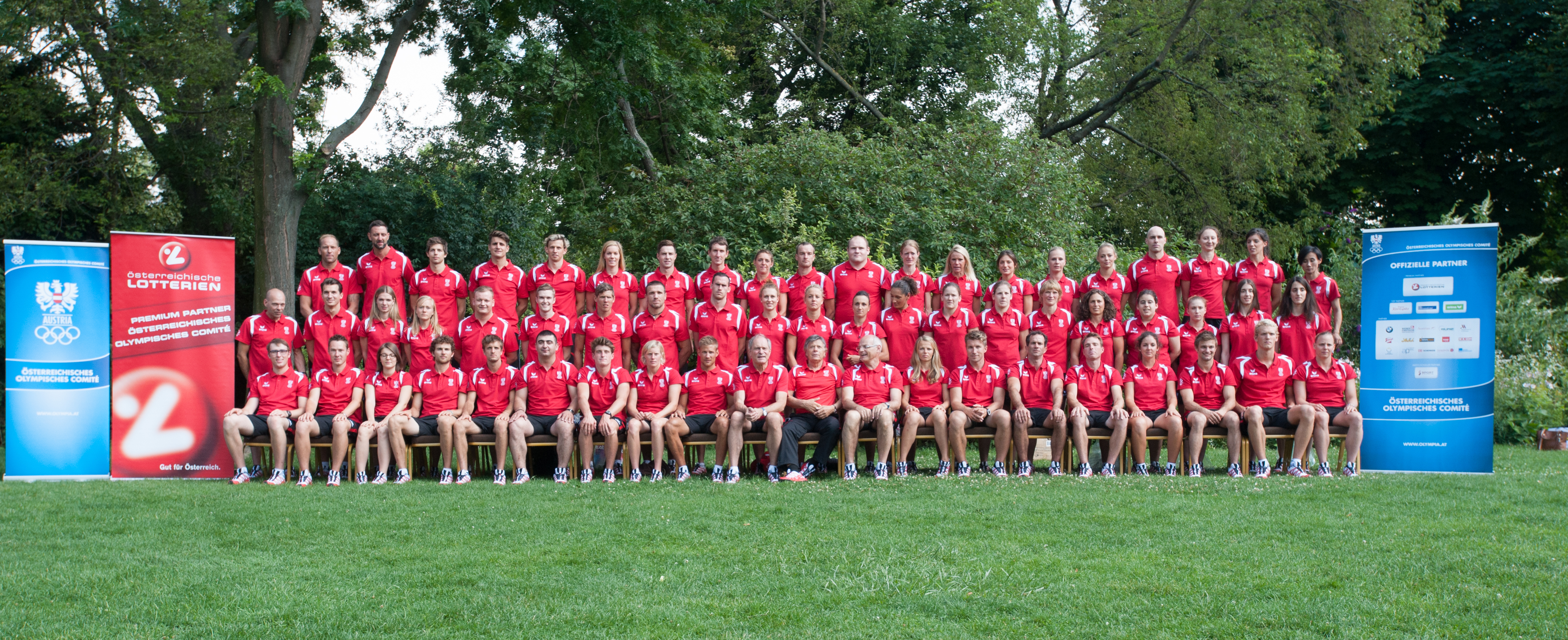
La delegazione austriaca che ha preso parte ai Giochi della XXXI Olimpiade

L'Austria ha partecipato ai Giochi della XXXI Olimpiade, che si sono svolti a Rio de Janeiro, Brasile, dal 5 al 21 agosto 2016. È stata la 27° partecipazione ai Giochi olimpici estivi. Gli atleti austriaci hanno preso parte ad ogni edizione dei giochi olimpici estivi ad eccezion fatta di Anversa '20. Gli atleti della delegazione sono stati 71: 37 uomini e 34 donne.
L'Austria ha concluso questa edizione delle olimpiadi con una sola medaglia di bronzo, vinta dal duo Thomas Zajac e Tanja Frank nella Vela, tornando a vincere una medaglia dopo l'edizione di Londra 2012 in cui l'Austria non vinse nessuna medaglia.

## Medaglie

### Medagliere per disciplina
| Sport  | Oro | Argento | Bronzo | Totale |
| ------ | --- | ------- | ------ | ------ |
| Vela   | 0   | 0       | 1      | 1      |
| Totale | 0   | 0       | 1      | 1      |

### Medaglie di bronzo
| Medaglia | Nome                     | Sport | Evento   |
| -------- | ------------------------ | ----- | -------- |
| Bronzo   | Thomas Zajac Tanja Frank | Vela  | Nacra 17 |

## Delegazione
| Sport               | Uomini | Donne | Totale |
| ------------------- | ------ | ----- | ------ |
| Atletica leggera    | 2      | 4     | 6      |
| Badminton           | 1      | 1     | 2      |
| Beach volley        | 4      | 0     | 4      |
| Canoa/Kayak         | 1      | 4     | 5      |
| Canottaggio         | 2      | 1     | 3      |
| Ciclismo            | 3      | 1     | 4      |
| Equitazione         | 0      | 1     | 1      |
| Ginnastica          | 1      | 1     | 2      |
| Golf                | 1      | 1     | 2      |
| Judo                | 2      | 3     | 5      |
| Lotta               | 1      | 0     | 1      |
| Nuoto               | 2      | 4     | 6      |
| Nuoto sincronizzato | -      | 2     | 2      |
| Scherma             | 1      | 0     | 1      |
| Sollevamento pesi   | 1      | 0     | 1      |
| Tennis              | 2      | 0     | 2      |
| Tennistavolo        | 3      | 3     | 6      |
| Tiro                | 4      | 1     | 5      |
| Tiro con l'arco     | 0      | 1     | 1      |
| Triathlon           | 1      | 2     | 3      |
| Tuffi               | 1      | 0     | 1      |
| Vela                | 5      | 3     | 8      |
| Totale              | 37     | 34    | 71     |

## Risultati

### Atletica leggera

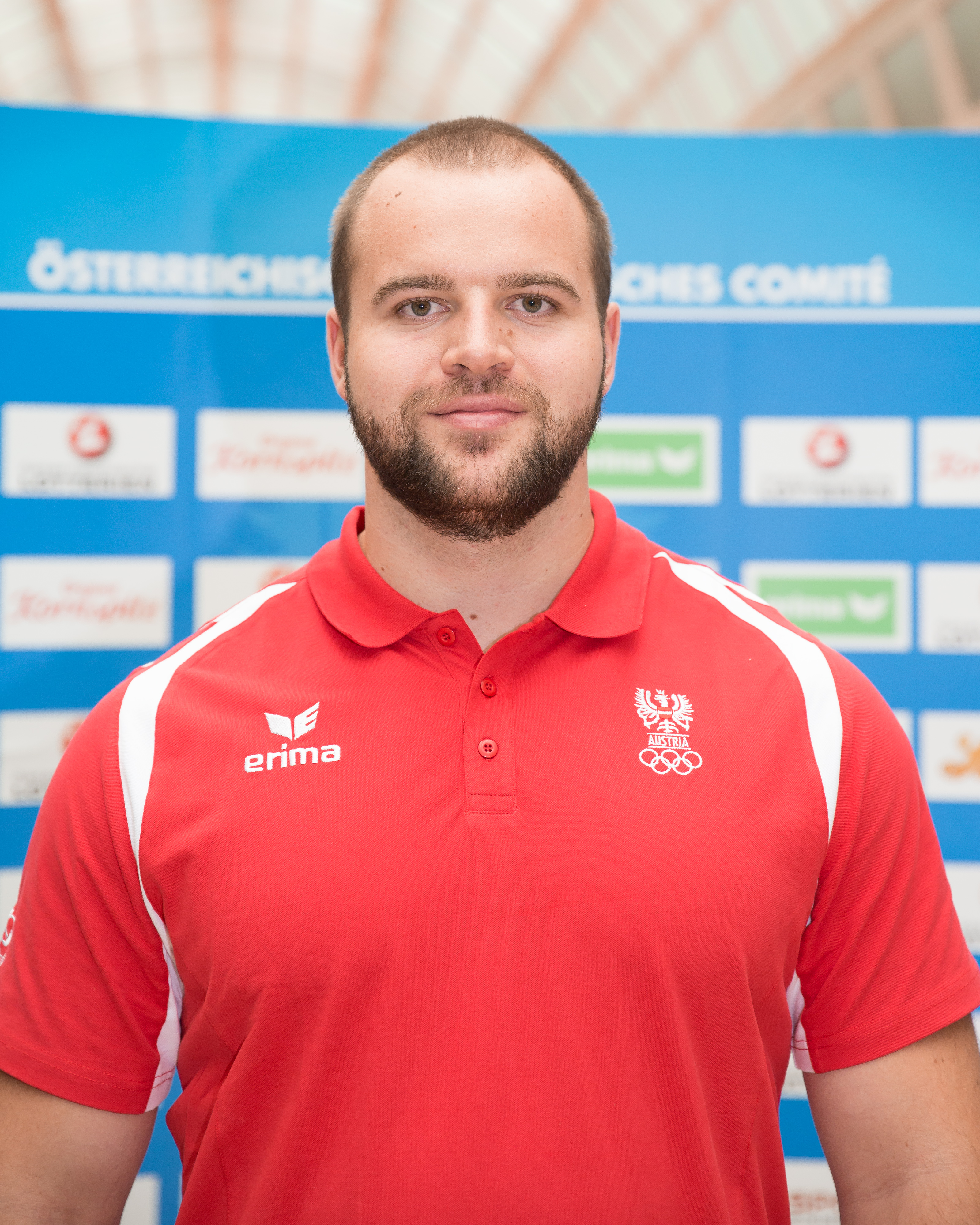
Lukas Weißhaidinger alla presentazione della divisa della delegazione austriaca per i giochi di Rio 2016

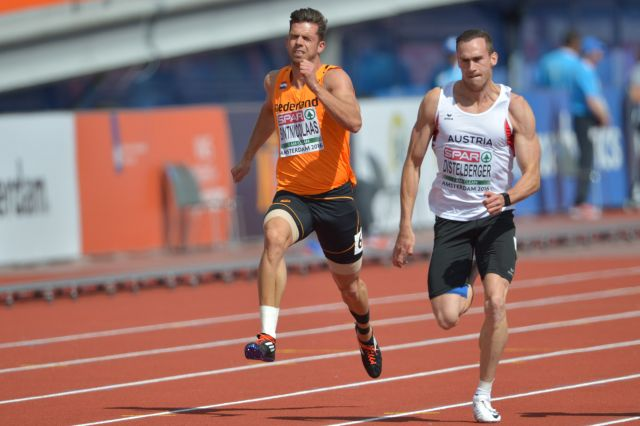
Dominik Distelberger (a destra) e Eelco Sintnicolaas (a sinistra) durante una delle gare dei Campionati Europei di Atletica 2016

| Q | Qualificato al turno successivo per la posizione in qualificazione                                                           |
| q | Qualificato per il turno successivo per ripescaggio o, negli eventi su campo, conquistando la misura minima per qualificarsi |

Maschile
Eventi su campo
| Atleta              | Evento           | Qualifica | Qualifica | Finale | Finale    |
| Atleta              | Evento           | Misura    | Posizione | Misura | Posizione |
| ------------------- | ---------------- | --------- | --------- | ------ | --------- |
| Lukas Weißhaidinger | Lancio del disco | 65,86 m   | 2° Q      | 64,95  | 6°        |

Eventi multipli
| Atleta               | Evento    | 100 m     | Lungo      | Peso        | Alto       | 400 m     | 110 ost.  | Disco       | Asta       | Giav.       | 1500 m      | Punteggio totale | Posizione |
| -------------------- | --------- | --------- | ---------- | ----------- | ---------- | --------- | --------- | ----------- | ---------- | ----------- | ----------- | ---------------- | --------- |
| Dominik Distelberger | Decathlon | 10"84 897 | 7,33 m 893 | 13,40 m 692 | 1,89 m 705 | 48"61 880 | 14"39 925 | 38,09 m 626 | 4,80 m 849 | 61,83 m 765 | 4'33"47 722 | 7954             | 19°       |

Femminile
Eventi su pista e strada
| Atleta           | Evento         | Batteria  | Batteria  | Semifinale      | Semifinale      | Finale          | Finale          |
| Atleta           | Evento         | Risultato | Posizione | Risultato       | Posizione       | Risultato       | Posizione       |
| ---------------- | -------------- | --------- | --------- | --------------- | --------------- | --------------- | --------------- |
| Andrea Mayr      | Maratona       | N.D.      | N.D.      | N.D.            | N.D.            | 2h41'52"        | 64°             |
| Marzia Caravelli | 100 m ostacoli | 13"47     | 8°        | non qualificata | non qualificata | non qualificata | non qualificata |
| Jennifer Wenth   | 5000 m piani   | 16'07"02  | 14° q     | N.D.            | N.D.            | 15'56"11        | 16°             |

Eventi multipli
| Atleta      | Evento    | 100 ost.   | Alto      | Peso       | 200 m     | Lungo      | Giav.       | 800 m       | Punteggio totale | Pos. |
| ----------- | --------- | ---------- | --------- | ---------- | --------- | ---------- | ----------- | ----------- | ---------------- | ---- |
| Ivona Dadic | Eptathlon | 13"81 1001 | 1,77m 941 | 13,43m 756 | 24"60 924 | 6,05 m 865 | 46,08 m 784 | 2'15"64 884 | 6155             | 21°  |

### Badminton
Maschile
| Atleta             | Evento  | Girone               | Girone                         | Girone                  | Girone    | Ottavi               | Quarti               | Semifinale           | Finale               | Finale          |                 |
| Atleta             | Evento  | Avversario Punteggio | Avversario Punteggio           | Avversario Punteggio    | Posizione | Avversario Punteggio | Avversario Punteggio | Avversario Punteggio | Avversario Punteggio | Posizione       |                 |
| ------------------ | ------- | -------------------- | ------------------------------ | ----------------------- | --------- | -------------------- | -------------------- | -------------------- | -------------------- | --------------- | --------------- |
| David Obernosterer | Singolo | L. Dan (CHN) P (0-2) | Nguyễn Tiến Minh (VIE) P (0-2) | V. Malkov (RUS) P (0-2) | 4°        | non qualificato      | non qualificato      | non qualificato      | non qualificato      | non qualificato | non qualificato |

Femminile
| Atleta            | Evento  | Girone                     | Girone                     | Girone               | Girone    | Ottavi               | Quarti               | Semifinale           | Finale               | Finale          |                 |
| Atleta            | Evento  | Avversario Punteggio       | Avversario Punteggio       | Avversario Punteggio | Posizione | Avversario Punteggio | Avversario Punteggio | Avversario Punteggio | Avversario Punteggio | Posizione       |                 |
| ----------------- | ------- | -------------------------- | -------------------------- | -------------------- | --------- | -------------------- | -------------------- | -------------------- | -------------------- | --------------- | --------------- |
| Elisabeth Baldauf | Singolo | Tai Tzu-ying (TPE) P (0-2) | N. Perminova (RUS) P (0-2) | N.D.                 | 3°        | non qualificata      | non qualificata      | non qualificata      | non qualificata      | non qualificata | non qualificata |

### Beach volley
Maschile
|  | Naz.               | Ruolo | Sportivo        | Anno | Alt.   |  |  |  |
|  | ------------------ | ----- | --------------- | ---- | ------ |  |  |  |
|  | Austria (bandiera) |       | Clemens Doppler | 1980 | 2,00 m |  |  |  |
|  | Austria (bandiera) |       | Alexander Horst | 1982 | 1,85 m |  |  |  |

| Girone A | Girone A                         | Girone A | Girone A | Girone A | Girone A | Girone A | Girone A | Girone A | Girone A |
| posiz    | squadra                          | G        | V        | P        | Sv       | Sp       | Pf       | Ps       | Pts      |
| -------- | -------------------------------- | -------- | -------- | -------- | -------- | -------- | -------- | -------- | -------- |
| 1        | Carambula - Ranghieri (Italia)   | 3        | 2        | 1        | 4        | 3        | 127      | 119      | 5        |
| 2        | Alison - Bruno Schmidt (Brasile) | 3        | 2        | 1        | 5        | 2        | 140      | 128      | 5        |
| 3        | Doppler - Horst (Austria)        | 3        | 2        | 1        | 4        | 4        | 133      | 145      | 5        |
| 4        | Binstock - Schachter (Canada)    | 3        | 0        | 3        | 2        | 6        | 137      | 145      | 3        |

Fase a gironi
| Rio de Janeiro 6 agosto 2016, ore 15:00 UTC-3 | Carambula-Ranghieri         | 2 – 0 (21-14; 21-13) referto | Doppler-Horst | Estádio de Copacabana\| Arbitri: \| Mario Ferro Osvaldo Sumavil \| |
| Arbitri:                                      | Mario Ferro Osvaldo Sumavil |                              |               |                                                                    |

| Rio de Janeiro 8 agosto 2016, ore 15:30 UTC-3 | Cerutti-Schmidt               | 1 – 2 (21-23; 21-16; 13-15) referto | Doppler-Horst | Estádio de Copacabana\| Arbitri: \| Daniel Apol Kritsada Panaseri \| |
| Arbitri:                                      | Daniel Apol Kritsada Panaseri |                                     |               |                                                                      |

| Rio de Janeiro 10 agosto 2016, ore 00:00 UTC-3 | Doppler-Horst                 | 2 – 1 (21-19; 16-21; 15-8) referto | Binstock-Schachter | Estádio de Copacabana\| Arbitri: \| Jonas Personeni Giovanni Bake \| |
| Arbitri:                                       | Jonas Personeni Giovanni Bake |                                    |                    |                                                                      |

 Austria si qualifica come una delle migliori terze, senza dover affrontare gli spareggi.

Ottavi di finale
| Rio de Janeiro 12 agosto 2016, ore 15:00 UTC-3 | Doppler – Horst             | 0 – 2 (17–21; 14–21) referto | Díaz – González | Copacabana Stadium (5 756 spett.)\| Arbitri: \| Daniel Apol Jonas Personeni \| |
| Arbitri:                                       | Daniel Apol Jonas Personeni |                              |                 |                                                                                |

 Doppler – Horst: Eliminati agli ottavi di finale.
|  | Naz.               | Ruolo | Sportivo        | Anno | Alt.   |  |  |  |
|  | ------------------ | ----- | --------------- | ---- | ------ |  |  |  |
|  | Austria (bandiera) |       | Alexander Huber | 1985 | 1,79 m |  |  |  |
|  | Austria (bandiera) |       | Robin Seidl     | 1990 | 1,90 m |  |  |  |

| Girone F | Girone F                   | Girone F | Girone F | Girone F | Girone F | Girone F | Girone F | Girone F | Girone F |
| posiz    | squadra                    | G        | W        | P        | Sv       | Sp       | Pf       | Ps       | Pts      |
| -------- | -------------------------- | -------- | -------- | -------- | -------- | -------- | -------- | -------- | -------- |
| 1        | Gavira - Herrera (Spagna)  | 3        | 2        | 1        | 5        | 4        | 153      | 147      | 5        |
| 2        | Cherif - Jefferson (Qatar) | 3        | 2        | 1        | 4        | 4        | 135      | 145      | 5        |
| 3        | Huber - Seidl (Austria)    | 3        | 1        | 2        | 4        | 4        | 145      | 140      | 4        |
| 4        | Gibb - Patterson (USA)     | 3        | 1        | 2        | 3        | 4        | 125      | 126      | 4        |

Fase a gironi
| Rio de Janeiro 6 agosto 2016, ore 22:00 UTC-3 | Gavira - Herrera                  | 2 – 1 (21–13; 18-21; 15-13) referto | Huber – Seidl | Copacabana Stadium\| Arbitri: \| Jonas Personeni Roman Pristovakin \| |
| Arbitri:                                      | Jonas Personeni Roman Pristovakin |                                     |               |                                                                       |

| Rio de Janeiro 08 agosto 2016, ore 16:30 UTC-3 | Gibb - Patterson                      | 0 – 2 (18-21; 18-21) referto | Huber – Seidl | Copacabana Stadium\| Arbitri: \| Elzir Martins de Oliveira José Padron \| |
| Arbitri:                                       | Elzir Martins de Oliveira José Padron |                              |               |                                                                           |

| Rio de Janeiro 10 agosto 2016, ore 12:00 UTC-3 | Huber – Seidl             | 1 – 2 (21-18; 19-21; 12-15) referto | Cherif - Jefferson | Copacabana Stadium\| Arbitri: \| Li Jun Wang Giovanni Bake \| |
| Arbitri:                                       | Li Jun Wang Giovanni Bake |                                     |                    |                                                               |

 Austria si qualifica come una delle migliori terze, senza dover affrontare gli spareggi.
Ottavi di finale
| Rio de Janeiro 14 agosto 2016, ore 00:00 UTC-3 | Dalhausser – Lucena           | 2 – 0 (21–14; 21–15) referto | Huber – Seidl | Copacabana Stadium (8 180 spett.)\| Arbitri: \| José Padron Kritsada Panaseri \| |
| Arbitri:                                       | José Padron Kritsada Panaseri |                              |               |                                                                                  |

 Huber - Seidl: Eliminati agli ottavi di finale.

### Canoa/Kayak

#### Velocità
Femminile
| Atleta                            | Evento    | Batteria | Batteria   | Semifinale | Semifinale | Finale          | Finale          |
| Atleta                            | Evento    | Tempo    | Classifica | Tempo      | Classifica | Tempo           | Classifica      |
| --------------------------------- | --------- | -------- | ---------- | ---------- | ---------- | --------------- | --------------- |
| Viktoria Schwarz                  | K-1 200 m | 42.847   | 5° Q       | 43.072     | 7°         | non qualificata | non qualificata |
| Ana Roxana Lehaci Yvonne Schuring | K-2 500 m | 1:46.429 | 6° Q       | 1:44.462   | 4° FB      | 1:48.834        | 11°             |

#### Slalom
Maschile
| Atleta        | Evento | Qualificazioni | Qualificazioni | Qualificazioni | Qualificazioni | Qualificazioni | Qualificazioni | Semifinali | Semifinali | Semifinali | Finale          | Finale          | Finale          |
| Atleta        | Evento | 1ª manche      | Pos.           | 2ª manche      | Pos.           | Migliore       | Posizione      | Penalità   | Tempo      | Posizione  | Penalità        | Tempo           | Posizione       |
| ------------- | ------ | -------------- | -------------- | -------------- | -------------- | -------------- | -------------- | ---------- | ---------- | ---------- | --------------- | --------------- | --------------- |
| Mario Leitner | K-1    | 93.29          | 12°            | 93.89          | 13°            | 93.29          | 15° Q          | 0          | 100.25     | 13°        | non qualificato | non qualificato | non qualificato |

Femminile
| Atleta         | Evento | Qualificazioni | Qualificazioni | Qualificazioni | Qualificazioni | Qualificazioni | Qualificazioni | Semifinali | Semifinali | Semifinali | Finale   | Finale | Finale    |
| Atleta         | Evento | 1ª manche      | Pos.           | 2ª manche      | Pos.           | Migliore       | Posizione      | Penalità   | Tempo      | Posizione  | Penalità | Tempo  | Posizione |
| -------------- | ------ | -------------- | -------------- | -------------- | -------------- | -------------- | -------------- | ---------- | ---------- | ---------- | -------- | ------ | --------- |
| Corinna Kuhnle | K-1    | 109.63         | 9°             | 107.02         | 10°            | 107.02         | 12° Q'         | 0          | 101.54     | 1° Q       | 0        | 104.75 | 5°        |

### Canottaggio
| FA   | Qualificato in finale A (per le medaglie)     |
| FB   | Qualificato in finale B (non per le medaglie) |
| FC   | Qualificato in finale C (non per le medaglie) |
| FD   | Qualificato in finale D (non per le medaglie) |
| FE   | Qualificato in finale E (non per le medaglie) |
| FF   | Qualificato in finale F (non per le medaglie) |
| SA/B | Semifinali A/B                                |
| SC/D | Semifinali C/D                                |
| SE/F | Semifinali E/F                                |
| QF   | Qualificato ai quarti di finale               |
| R    | Ripescaggio                                   |

Maschile
| Atleta                      | Evento                   | Batteria | Batteria  | Ripescaggio | Ripescaggio | Quarti di finale | Quarti di finale | Semifinali | Semifinali | Finale  | Finale    |
| Atleta                      | Evento                   | Tempo    | Posizione | Tempo       | Posizione   | Tempo            | Posizione        | Tempo      | Posizione  | Tempo   | Posizione |
| --------------------------- | ------------------------ | -------- | --------- | ----------- | ----------- | ---------------- | ---------------- | ---------- | ---------- | ------- | --------- |
| Bernhard Sieber Paul Sieber | 2 di coppia pesi leggeri | 6'43"37  | 4° R      | 7'06"41     | 2° FA       | N.D.             | N.D.             | 6'53"62    | 6° FB      | 6'42"19 | 12°       |

Maschile
| Atleta           | Evento  | Batteria | Batteria  | Ripescaggio | Ripescaggio | Quarti di finale | Quarti di finale | Semifinali | Semifinali | Finale  | Finale    |
| Atleta           | Evento  | Tempo    | Posizione | Tempo       | Posizione   | Tempo            | Posizione        | Tempo      | Posizione  | Tempo   | Posizione |
| ---------------- | ------- | -------- | --------- | ----------- | ----------- | ---------------- | ---------------- | ---------- | ---------- | ------- | --------- |
| Magdalena Lobnig | Singolo | 8'26"83  | 1° QF     | Bye         | Bye         | 7'36"37          | 3° SA/B          | 7'45"48    | 3° FA      | 7'34"86 | 6°        |

### Ciclismo

#### Ciclismo su strada
Maschile
| Atleta         | Evento         | Tempo      | Posizione |
| -------------- | -------------- | ---------- | --------- |
| Stefan Denifl  | Corsa in linea | ritirato   | ritirato  |
| Georg Preidler | Corsa in linea | 6h29'43"   | 44°       |
| Georg Preidler | Cronometro     | 1h16'02"36 | 16°       |

Femminile
| Atleta         | Evento         | Tempo    | Posizione |
| -------------- | -------------- | -------- | --------- |
| Martina Ritter | Corsa in linea | 4h02'07" | 46°       |

#### Mountain bike
Maschile
| Alexander Gehbauer | Cross-country | ritirato | ritirato | ritirato | ritirato | ritirato | ritirato |

### Equitazione

#### Dressage
| Atleta               | Cavallo          | Gara        | Grand Prix | Grand Prix | Grand Prix Special | Grand Prix Special | Grand Prix Freestyle | Grand Prix Freestyle | Totale          | Totale          |
| Atleta               | Cavallo          | Gara        | Punteggio  | Classifica | Punteggio          | Classifica         | Tecnico              | Artistico            | Punteggio       | Classifica      |
| -------------------- | ---------------- | ----------- | ---------- | ---------- | ------------------ | ------------------ | -------------------- | -------------------- | --------------- | --------------- |
| Victoria Max-Theurer | Della Cavalleria | Individuale | 71.129     | 33°        | non qualificata    | non qualificata    | non qualificata      | non qualificata      | non qualificata | non qualificata |

### Ginnastica

#### Ginnastica artistica
Femminile
| Atleta     | Evento               | Attrezzo | Attrezzo | Attrezzo | Attrezzo | Qualificazione | Qualificazione | Finale          | Finale          |
| Atleta     | Evento               | CL       | V        | T        | P        | Totale         | Posizione      | Totale          | Posizione       |
| ---------- | -------------------- | -------- | -------- | -------- | -------- | -------------- | -------------- | --------------- | --------------- |
| Lisa Ecker | Concorso individuale | 14.100   | 12.200   | 13.400   | 13.266   | 52.966         | 43°            | non qualificata | non qualificata |

#### Ginnastica ritmica
Femminile
| Atleta         | Evento               | Qualificazione | Qualificazione | Qualificazione | Qualificazione | Qualificazione | Qualificazione | Finale          | Finale          | Finale          | Finale          | Finale          | Finale          |
| Atleta         | Evento               | Attrezzo       | Attrezzo       | Attrezzo       | Attrezzo       | Totale         | Classifica     | Attrezzo        | Attrezzo        | Attrezzo        | Attrezzo        | Totale          | Classifica      |
| Atleta         | Evento               | Cerchio        | Palla          | Clavi          | Nastro         | Totale         | Classifica     | Cerchio         | Palla           | Clavi           | Nastro          | Totale          | Classifica      |
| -------------- | -------------------- | -------------- | -------------- | -------------- | -------------- | -------------- | -------------- | --------------- | --------------- | --------------- | --------------- | --------------- | --------------- |
| Nicol Ruprecht | Concorso individuale | 16.833         | 16.666         | 17.166         | 17.033         | 67.698         | 20°            | non qualificata | non qualificata | non qualificata | non qualificata | non qualificata | non qualificata |

### Golf
Maschile
| Atleta           | Evento   | Round 1   | Round 2   | Round 3   | Round 4   | Totale | Totale | Totale     |
| Atleta           | Evento   | Punteggio | Punteggio | Punteggio | Punteggio | Totale | Par    | Classifica |
| ---------------- | -------- | --------- | --------- | --------- | --------- | ------ | ------ | ---------- |
| Bernd Wiesberger | Maschile | 74        | 67        | 69        | 68        | 278    | −6     | =11        |

Femminile
| Atleta         | Evento    | Round 1   | Round 2   | Round 3   | Round 4   | Totale | Totale | Totale     |
| Atleta         | Evento    | Punteggio | Punteggio | Punteggio | Punteggio | Totale | Par    | Classifica |
| -------------- | --------- | --------- | --------- | --------- | --------- | ------ | ------ | ---------- |
| Christine Wolf | Femminile | 71        | 69        | 77        | 76        | 293    | +9     | 43         |

### Judo
Maschile
| Atleta          | Evento  | Preliminari          | 16-esimi                       | Ottavi               | Quarti               | Semifinali           | Ripescaggio          | Med. bronzo          | Finale               | Posizione       |
| Atleta          | Evento  | Avversario Risultato | Avversario Risultato           | Avversario Risultato | Avversario Risultato | Avversario Risultato | Avversario Risultato | Avversario Risultato | Avversario Risultato | Posizione       |
| --------------- | ------- | -------------------- | ------------------------------ | -------------------- | -------------------- | -------------------- | -------------------- | -------------------- | -------------------- | --------------- |
| Ludwig Paischer | −60 kg  | Bye                  | H. Davtyan (ARM) P (000 - 100) | non qualificato      | non qualificato      | non qualificato      | non qualificato      | non qualificato      | non qualificato      | non qualificato |
| Ludwig Paischer | +100 kg | N.D.                 | R. Saidov (RUS) P (000 - 010)  | non qualificato      | non qualificato      | non qualificato      | non qualificato      | non qualificato      | non qualificato      | non qualificato |

Femminile
| Atleta                 | Evento | Preliminari          | 16-esimi                            | Ottavi                           | Quarti                         | Semifinali           | Ripescaggio                      | Med. bronzo                   | Finale               | Posizione       |
| Atleta                 | Evento | Avversario Risultato | Avversario Risultato                | Avversario Risultato             | Avversario Risultato           | Avversario Risultato | Avversario Risultato             | Avversario Risultato          | Avversario Risultato | Posizione       |
| ---------------------- | ------ | -------------------- | ----------------------------------- | -------------------------------- | ------------------------------ | -------------------- | -------------------------------- | ----------------------------- | -------------------- | --------------- |
| Sabrina Filzmoser      | −57 kg | N.D.                 | N. Smythe-Davis (GBR) P (000 - 011) | non qualificata                  | non qualificata                | non qualificata      | non qualificata                  | non qualificata               | non qualificata      | non qualificata |
| Kathrin Unterwurzacher | −63 kg | N.D.                 | Bye                                 | E. García (ECU) V (010 - 000)    | M. Tashiro (JPN) P (000 - 001) | non qualificata      | A. van Emden (NED) P (000 - 001) | non qualificata               | non qualificata      | 7               |
| Bernadette Graf        | −70 kg | N.D.                 | Bye                                 | M. Portela (BRA) V (000 - 000) S | L.V. Koch (GER) P (000 - 100)  | non qualificata      | K. Zupancic (CAN) V (010 - 001)  | S. Conway (GBR) P (000 - 001) | non qualificata      | 5               |

### Lotta

#### Greco-Romana
Maschile
| Atleta           | Evento | Qualificazione       | Sedicesimi                    | Ottavi                      | Quarti               | Semifinali           | Ripescaggio Turno 1  | Ripescaggio Turno 2  | Finale               | Pos.            |
| Atleta           | Evento | Avversario Risultato | Avversario Risultato          | Avversario Risultato        | Avversario Risultato | Avversario Risultato | Avversario Risultato | Avversario Risultato | Avversario Risultato | Pos.            |
| ---------------- | ------ | -------------------- | ----------------------------- | --------------------------- | -------------------- | -------------------- | -------------------- | -------------------- | -------------------- | --------------- |
| Amer Hrustanović | −85 kg | Bye                  | R. Hietaniemi (FIN) V (3 - 1) | J. Hamzatau (BLR) P (0 - 4) | non qualificato      | non qualificato      | non qualificato      | non qualificato      | non qualificato      | non qualificato |

### Nuoto
Maschili
| Atleta       | Evento        | Batterie | Batterie   | Semifinali      | Semifinali      | Finale          | Finale          |
| Atleta       | Evento        | Tempo    | Classifica | Tempo           | Classifica      | Tempo           | Classifica      |
| ------------ | ------------- | -------- | ---------- | --------------- | --------------- | --------------- | --------------- |
| Felix Auböck | 200 m libero  | 1:47"24  | 18°        | non qualificato | non qualificato | non qualificato | non qualificato |
| Felix Auböck | 400 m libero  | 3:49"35  | 25°        | N.D.            | N.D.            | non qualificato | non qualificato |
| Felix Auböck | 1500 m libero | 15:36"24 | 42°        | N.D.            | N.D.            | non qualificato | non qualificato |
| David Brandl | 400 m libero  | 3:54"59  | 40°        | N.D.            | N.D.            | non qualificato | non qualificato |

Femminili
| Atleta             | Evento      | Batterie | Batterie   | Semifinali      | Semifinali      | Finale          | Finale          |
| Atleta             | Evento      | Tempo    | Classifica | Tempo           | Classifica      | Tempo           | Classifica      |
| ------------------ | ----------- | -------- | ---------- | --------------- | --------------- | --------------- | --------------- |
| Birgit Koschischek | 50 m libero | 25"58    | 39°        | non qualificata | non qualificata | non qualificata | non qualificata |
| Lena Kreundl       | 200 m misti | 2:15"71  | =30°       | non qualificata | non qualificata | non qualificata | non qualificata |
| Jördis Steinegger  | 400 m misti | 4:47"84  | 29°        | N.D.            | N.D.            | non qualificata | non qualificata |
| Lisa Zaiser        | 200 m misti | 2:15"23  | 26°        | non qualificata | non qualificata | non qualificata | non qualificata |

### Nuoto sincronizzato
| Atleta                                | Evento | Qualificazioni    | Qualificazioni   | Qualificazioni | Qualificazioni | Finale            | Finale           | Finale       | Finale    |
| Atleta                                | Evento | Programma tecnico | Programma libero | Punti totali   | Posizione      | Programma tecnico | Programma libero | Punti totali | Posizione |
| ------------------------------------- | ------ | ----------------- | ---------------- | -------------- | -------------- | ----------------- | ---------------- | ------------ | --------- |
| Anna-Maria Alexandri Eirini Alexandri | Duo    | 85.0637           | 11               | 85.2667        | 170.3304       | 12° Q             | 85.5333          | 170.5970     | 12°       |

### Scherma
Maschile
| Atleta        | Evento               | Trentaduesimi            | Sedicesimi           | Ottavi di finale     | Quarti di finale     | Semifinali           | Finale               | Pos.            |
| Atleta        | Evento               | Avversario Risultato     | Avversario Risultato | Avversario Risultato | Avversario Risultato | Avversario Risultato | Avversario Risultato | Pos.            |
| ------------- | -------------------- | ------------------------ | -------------------- | -------------------- | -------------------- | -------------------- | -------------------- | --------------- |
| Giorgio Avola | Fioretto individuale | G. Toldo (BRA) P (14-15) | non qualificato      | non qualificato      | non qualificato      | non qualificato      | non qualificato      | non qualificato |

### Sollevamento pesi
Maschile
| Atleta             | Evento  | Strappo   | Strappo    | Slancio   | Slancio    | Totale | Classifica |
| Atleta             | Evento  | Risultato | Classifica | Risultato | Classifica | Totale | Classifica |
| ------------------ | ------- | --------- | ---------- | --------- | ---------- | ------ | ---------- |
| Sargis Martirosjan | -105 kg | 179       | =10°       | 210       | 11°        | 389    | 11°        |

### Tennis
Maschile
| Atleta                       | Evento | Trentaduesimi                        | Sedicesimi                                | Ottavi di finale                     | Quarti di finale     | Semifinali           | Finale               | Pos.            |                 |
| Atleta                       | Evento | Avversario Risultato                 | Avversario Risultato                      | Avversario Risultato                 | Avversario Risultato | Avversario Risultato | Avversario Risultato | Pos.            |                 |
| ---------------------------- | ------ | ------------------------------------ | ----------------------------------------- | ------------------------------------ | -------------------- | -------------------- | -------------------- | --------------- | --------------- |
| Oliver Marach Alexander Peya | Doppio | A. Bury M. Mirnyi (UKR) V (7–4, 7–5) | B. Baker R. Ram (USA) V (6 –4, 6- 7, 6–3) | M. López R. Nadal (ESP) P (3–6, 1–6) | non qualificato      | non qualificato      | non qualificato      | non qualificato | non qualificato |

### Tennistavolo
| Stefan Fegerl                               | Singolo | Bye  | Bye  | K. NIwa (JPN) P (1 - 4)    | Non qualificato            | Non qualificato          | Non qualificato | Non qualificato | Non qualificato | Non qualificato | Non qualificato | Non qualificato | Non qualificato | Non qualificato | Non qualificato |
| Robert Gardos                               | Singolo | Bye  | Bye  | O. Ionescu (ROU) P (1 - 4) | Non qualificato            | Non qualificato          | Non qualificato | Non qualificato | Non qualificato | Non qualificato | Non qualificato | Non qualificato | Non qualificato | Non qualificato | Non qualificato |
| Stefan Fegerl Robert Gardos Daniel Habesohn | Squadra | N.D. | N.D. | N.D.                       | Portogallo(POR) V (3 - 1 ) | Germania(GER) P (1 - 3 ) | Non qualificati | Non qualificati | Non qualificati | Non qualificati |                 |                 |                 |                 |                 |

Femminile
| Atleta                               | Evento  | Preliminari          | 64-esimi             | 32-esimi                  | 16-esimi                    | Ottavi di finale         | Quarti di finale     | Semifinali           | Finale               | Classifica      |                 |                 |
| Atleta                               | Evento  | Avversario Risultato | Avversario Risultato | Avversario Risultato      | Avversario Risultato        | Avversario Risultato     | Avversario Risultato | Avversario Risultato | Avversario Risultato | Classifica      |                 |                 |
| ------------------------------------ | ------- | -------------------- | -------------------- | ------------------------- | --------------------------- | ------------------------ | -------------------- | -------------------- | -------------------- | --------------- | --------------- | --------------- |
| Liu Jia                              | Singolo | Bye                  | Bye                  | Li Jiao (NED) V (4 - 1)   | Feng Tw (SIN) P (1 - 4)     | Non qualificata          | Non qualificata      | Non qualificata      | Non qualificata      | Non qualificata | Non qualificata |                 |
| Sofia Polcanova                      | Singolo | Bye                  | Bye                  | J. F. Lay (AUS) P (1 - 4) | Non qualificata             | Non qualificata          | Non qualificata      | Non qualificata      | Non qualificata      | Non qualificata | Non qualificata | Non qualificata |
| Sofia Polcanova Liu Jia Li Qiangbing | Squadra | N.D.                 | N.D.                 | N.D.                      | Paesi Bassi(NED) V (3 - 1 ) | Giappone(JPN) P (0 - 3 ) | Non qualificate      | Non qualificate      | Non qualificate      | Non qualificate |                 |                 |

### Tiro a segno/volo
Maschile
| Atleta              | Evento                      | Qualificazione | Qualificazione | Semifinali      | Semifinali      | Finale          | Finale          |
| Atleta              | Evento                      | Punteggio      | Classifica     | Punteggio       | Classifica      | Punteggio       | Classifica      |
| ------------------- | --------------------------- | -------------- | -------------- | --------------- | --------------- | --------------- | --------------- |
| Sebastian Kuntschik | Skeet                       | 116            | 25°            | non qualificato | non qualificato | non qualificato | non qualificato |
| Thomas Mathis       | Carabina 50m a terra        | 622.4          | 17°            | N.D.            | N.D.            | non qualificato | non qualificato |
| Gernot Rumpler      | Carabina 10m aria compressa | 620.4          | 32°            | N.D.            | N.D.            | non qualificato | non qualificato |
| Gernot Rumpler      | Carabina 50m 3 posizioni    | 1161           | 36°            | N.D.            | N.D.            | non qualificato | non qualificato |
| Alexander Schmirl   | Carabina 10m aria compressa | 623.7          | 15°            | N.D.            | N.D.            | non qualificato | non qualificato |
| Alexander Schmirl   | Carabina 50m a terra        | 621.4          | 24°            | N.D.            | N.D.            | non qualificato | non qualificato |
| Alexander Schmirl   | Carabina 50m 3 posizioni    | 1170           | 17°            | N.D.            | N.D.            | non qualificato | non qualificato |

Femminile
| Atleta         | Evento                      | Qualificazione | Qualificazione | Semifinali | Semifinali | Finale          | Finale          |
| Atleta         | Evento                      | Punteggio      | Classifica     | Punteggio  | Classifica | Punteggio       | Classifica      |
| -------------- | --------------------------- | -------------- | -------------- | ---------- | ---------- | --------------- | --------------- |
| Olivia Hofmann | Carabina 10m aria compressa | 415.7          | 10°            | N.D.       | N.D.       | non qualificata | non qualificata |
| Olivia Hofmann | Carabina 50m 3 posizioni    | 586            | 3° Q           | N.D.       | N.D.       | 424.5           | 5°              |

### Tiro con l'arco
Laurence Baldauff ha ottenuto la qualificazione alle olimpiadi durante il Campionato Mondiale di tiro con l'arco 2015 che si è svolto a Copenaghen in Danimarca.
Femminile
| Atleta            | Evento      | Round di qualificazione | Round di qualificazione | 32-esimi                   | 16-esimi                  | Ottavi                    | Quarti                    | Semifinali                | Finale/ Finale per il bronzo | Pos.            |
| Atleta            | Evento      | Punteggio               | Seed                    | Avversario Seed Punteggio  | Avversario Seed Punteggio | Avversario Seed Punteggio | Avversario Seed Punteggio | Avversario Seed Punteggio | Avversario Seed Punteggio    | Pos.            |
| ----------------- | ----------- | ----------------------- | ----------------------- | -------------------------- | ------------------------- | ------------------------- | ------------------------- | ------------------------- | ---------------------------- | --------------- |
| Laurence Baldauff | Individuale | 619                     | 41                      | B.D. Laishram (IND) P 2 -6 | non qualificata           | non qualificata           | non qualificata           | non qualificata           | non qualificata              | non qualificata |

### Triathlon
Maschile
| Atleta          | Evento      | Nuoto  | Trans. 1 | Ciclismo | Trans. 2 | Corsa  | Totale   | Classifica |
| --------------- | ----------- | ------ | -------- | -------- | -------- | ------ | -------- | ---------- |
| Thomas Springer | Individuale | 19'45" | 49"      | 59'41"   | 39"      | 34'20" | 1h55'14" | 47°        |

Femminile
| Atleta       | Evento      | Nuoto  | Trans. 1 | Ciclismo | Trans. 2 | Corsa    | Totale   | Classifica |
| ------------ | ----------- | ------ | -------- | -------- | -------- | -------- | -------- | ---------- |
| Julia Hauser | Individuale | 22'08" | 53"      | doppiata | doppiata | doppiata | doppiata | doppiata   |
| Sara Vilic   | Individuale | 19'45" | 55"      | 1h04'05" | 45"      | 37'43"   | 2h03'10" | 37°        |

### Tuffi
| Atleta           | Evento         | Preliminari | Preliminari | Semifinale      | Semifinale      | Finale          | Finale          |
| Atleta           | Evento         | Punti       | Classifica  | Punti           | Classifica      | Punti           | Classifica      |
| ---------------- | -------------- | ----------- | ----------- | --------------- | --------------- | --------------- | --------------- |
| Constantin Blaha | Trampolino 3 m | 351.95      | 27°         | non qualificato | non qualificato | non qualificato | non qualificato |

### Vela
Maschile
| Atleta                               | Evento | Regata | Regata | Regata | Regata | Regata | Regata | Regata | Regata | Regata | Regata | Regata | Regata | Regata | Punteggio Totale | Classifica |
| Atleta                               | Evento | 1      | 2      | 3      | 4      | 5      | 6      | 7      | 8      | 9      | 10     | 11     | 12     | M      | Punteggio Totale | Classifica |
| ------------------------------------ | ------ | ------ | ------ | ------ | ------ | ------ | ------ | ------ | ------ | ------ | ------ | ------ | ------ | ------ | ---------------- | ---------- |
| Florian Reichstädter Matthias Schmid | 470    | 3      | 9      | 6      | 9      | 16     | 2      | 13     | 14     | 17     | 1      | N.D.   | N.D.   | 14     | 87               | 9          |
| Nico Delle-Karth Nikolaus Resch      | 49er   | 17     | 6      | 10     | 18     | 3      | 14     | 3      | 14     | 21     | 4      | 11     | 16     | N.D.   | 116              | 12         |

Maschile
| Atleta                   | Evento | Regata | Regata | Regata | Regata | Regata | Regata | Regata | Regata | Regata | Regata | Regata | Punteggio Totale | Classifica |
| Atleta                   | Evento | 1      | 2      | 3      | 4      | 5      | 6      | 7      | 8      | 9      | 10     | M      | Punteggio Totale | Classifica |
| ------------------------ | ------ | ------ | ------ | ------ | ------ | ------ | ------ | ------ | ------ | ------ | ------ | ------ | ---------------- | ---------- |
| Jolanta Ogar Lara Vadlau | 470    | 3      | 12     | 12     | 5      | 6      | 1      | 5      | 16     | 21     | 14     | 18     | 92               | 9          |

Misti
| Atleta                   | Evento   | Regata | Regata | Regata | Regata | Regata | Regata | Regata | Regata | Regata | Regata | Regata | Regata | Regata | Punteggio Totale | Classifica |
| Atleta                   | Evento   | 1      | 2      | 3      | 4      | 5      | 6      | 7      | 8      | 9      | 10     | 11     | 12     | M      | Punteggio Totale | Classifica |
| ------------------------ | -------- | ------ | ------ | ------ | ------ | ------ | ------ | ------ | ------ | ------ | ------ | ------ | ------ | ------ | ---------------- | ---------- |
| Thomas Zajac Tanja Frank | Nacra 17 | 12     | 3      | 12     | 6      | 9      | 8      | 8      | 3      | 4      | 10     | 4      | 5      | 6      | 78               | Bronzo     |